# پهنه‌بندی ارتفاعی

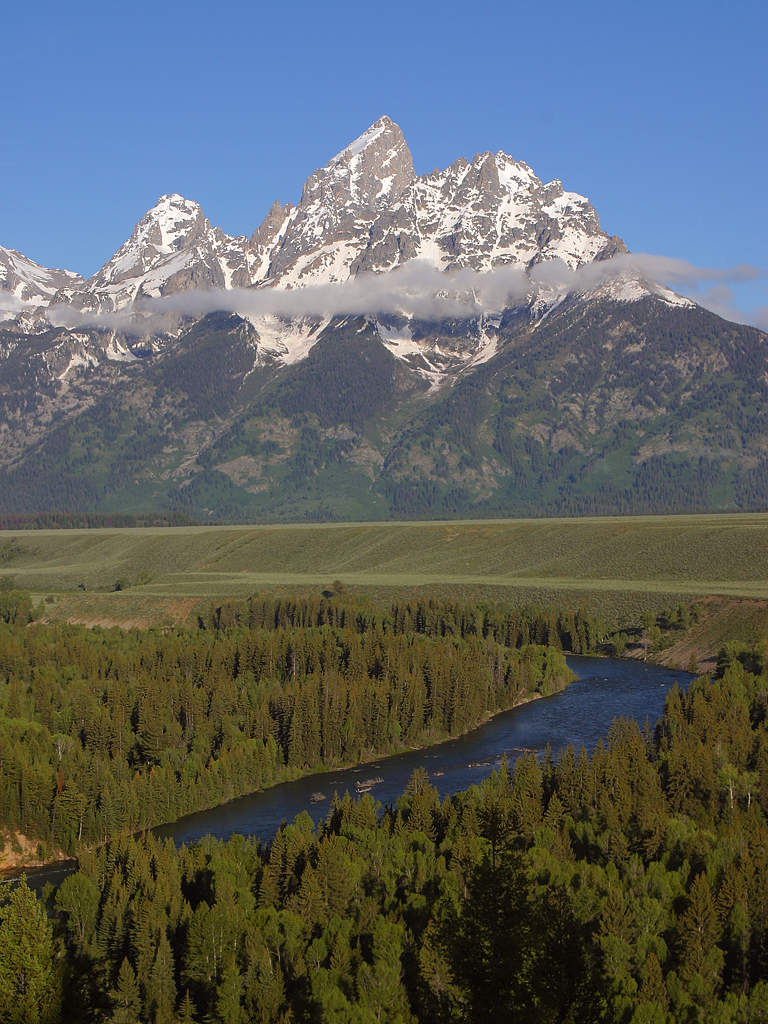
پهنه‌بندی ارتفاعی گراند تتون در کوه‌های راکی (به دگرگونی پوشش گیاهی با افزایش ارتفاع توجه کنید)

پهنه‌بندی ارتفاعی (Altitudinal zonation, elevational zonation) در مناطق کوهستانی لایه‌بندی طبیعی اکوسیستم‌ها را توصیف می‌کند که در ارتفاعات مشخص به دلیل شرایط محیطی متفاوت رخ می‌دهد. دما، رطوبت، ترکیب خاک و تابش خورشیدی عوامل مهمی در تعیین پهنه‌های ارتفاعی هستند که در نتیجه از پوشش گیاهی و گونه‌های جانوری مختلف پشتیبانی می‌کنند. پهنه‌بندی ارتفاعی نخستین بار توسط جغرافیدان الکساندر فون هومبولت مطرح شد که متوجه شد با افزایش ارتفاع، دما کاهش می‌یابد. پهنه‌بندی همچنین در محیط‌های جزر و مدی و دریایی و همچنین در سواحل و در تالاب‌ها رخ می‌دهد. دانشمند سی. هارت مریام دید که تغییرها در پوشش گیاهی و جانوری در نواحی ارتفاعی بر روی تغییر مورد انتظار با افزایش عرض جغرافیایی در مفهوم او از مناطق زندگی ترسیم می‌شود. امروزه پهنه‌بندی ارتفاعی یک مفهوم اصلی در تحقیقات کوهستانی است.

## سطوح ارتفاعی

گرمایش، در نور خورشید و سایه در مناطق مختلف ارتفاعی (نیمکره شمالی)

- سطح برفی (یخچال‌ها):[۵] در بیشتر روزهای سال پوشیده از برف است. پوشش گیاهی به شدت محدود به گونه‌هایی است که در خاک‌های سیلیسی رشد می‌کنند.[۶][۷]
- سطح آلپی:[۶][۷] منطقه‌ای که بین خط دارمرز و خط برف امتداد دارد. این منطقه بیشتر به دو دسته آلپی نیمه‌برفی و بی‌درخت (در مناطق استوایی به نام آلپی پایین (Tierra fria)) تقسیم می‌شود.
  - نیمه‌یخبندان:[۷] بالاترین منطقه‌ای که پوشش گیاهی به‌طور معمول وجود دارد. این منطقه توسط یخبندان‌های پی‌درپی شکل گرفته‌است که استقرار گسترده گیاهان را محدود می‌کند. پوشش گیاهی تکه‌تکه است و فقط به مطلوب‌ترین مکان‌ها محدود می‌شود که از بادهای شدید که اغلب مشخصه این منطقه است محافظت می‌شود. بخش بزرگی از این منطقه علفزارهای تکه‌تکه‌ای، جگنیان و مرغزارهای سرسبز معمولی در مناطق قطبی است. در بخشی از سال، برف در این منطقه مشاهده می‌شود.
  - آلپ بدون درخت (آلپی پایین): با یک فرش بسته از پوشش گیاهی که شامل علفزارهای آلپی، بوته‌ها و درختان کوتوله پراکنده‌است مشخص می‌شود. به دلیل پوشش کامل گیاهی، یخبندان تأثیر کمتری بر این منطقه دارد، اما به دلیل دمای یخبندان مداوم، رشد درختان به شدت محدود شده‌است.
- سطح کوهستانی:[۶][۸] از جنگل‌های با ارتفاع متوسط تا خط دارمرز گسترش می‌یابد. سطح دقیق دارمرز با اقلیم محلی متفاوت است، اما معمولاً خط دارمرز در جایی یافت می‌شود که میانگین دمای ماهانه خاک هرگز از ۱۰ درجه سانتیگراد تجاوز نمی‌کند و میانگین دمای سالانه خاک حدود ۶٫۷ درجه سانتیگراد است. در مناطق استوایی، این منطقه با جنگل بارانی کوهستانی (بیش از ۳۰۰۰ فوت)، در حالی که در عرض‌های جغرافیایی بالاتر جنگل‌های مخروطی بیشتر غالب هستند.
- لایه پایین‌دست:[۴][۹] این پایین‌ترین بخش از کوه‌ها به‌طور مشخص در بین اقلیم‌ها متفاوت است و بسته به چشم‌انداز پیرامون با طیف وسیعی از نام‌ها به آن اشاره می‌شود. پهنه‌های کولین در نواحی گرمسیری و نواحی انسینال و علفزارهای بیابانی در نواحی بیابانی یافت می‌شوند.
  - کولین (Colline) (گرمسیری):[۳] در مناطق اقیانوسی یا نسبتاً قاره‌ای با جنگل‌های برگ‌ریز مشخص می‌شود و در مناطق قاره‌ای بیشتر با علفزار مشخص می‌شود. از سطح دریا تا حدود ۳۰۰۰ فوت (تقریباً ۹۰۰ متر) گسترش می‌یابد. پوشش گیاهی فراوان و متراکم است. این منطقه لایهٔ پایه‌ای معمولی در مناطق گرمسیری است.
  - انسینال (بیابان‌ها):[۱۰] با جنگل‌های بلوط همیشه سبز پراکنده مشخص می‌شود و بیشتر در مناطق بیابانی رایج است. محدودیت تبخیر و کنترل رطوبت خاک که محیط‌های پیرامون می‌توانند رشد کنند. علفزارهای بیابانی در زیر نواحی کناری قرار دارند. بسیار رایج در جنوب غربی ایالات متحده یافت می‌شود.
  - علفزارهای بیابانی:[۱۰] که با تراکم‌های مختلف پوشش گیاهی کم مشخص می‌شود، مناطق علفزار به دلیل خشکی شدید نمی‌توانند درختان را پشتیبانی کنند. برخی از مناطق بیابانی ممکن است درختان را در پایه کوه‌ها نگه دارند و بنابراین مناطق علفزار مشخصی در این مناطق تشکیل نمی‌شوند.

- دارمرز

## عوامل

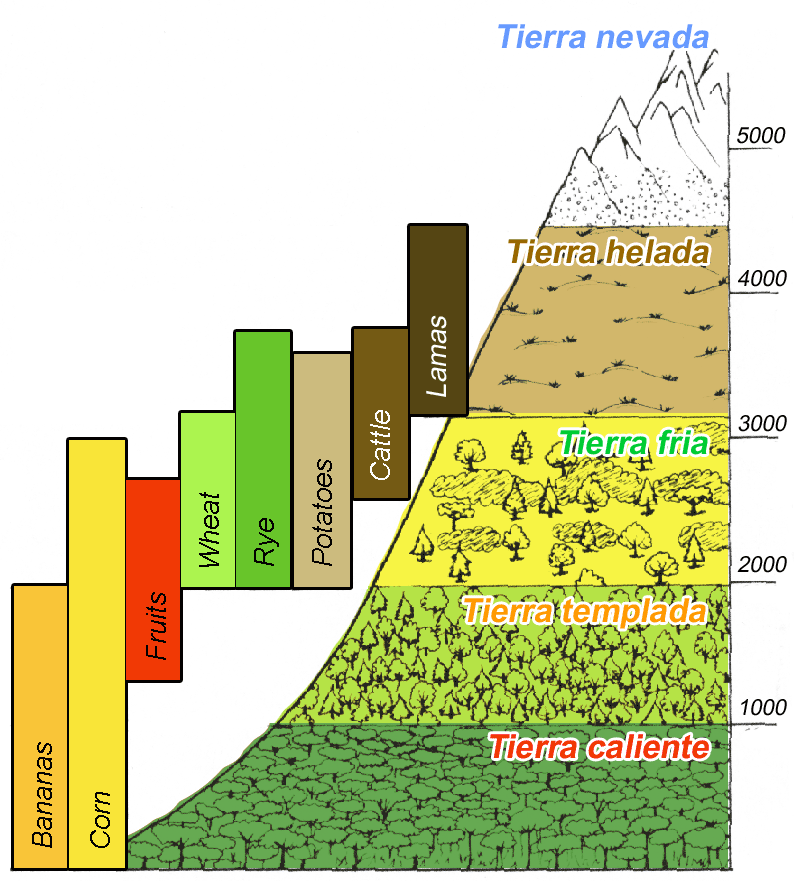
مناطق ارتفاعی کوه‌های آند و جوامع مربوط به کشاورزی و دامپروری

- دما
- رطوبت
- ترکیب خاک
- نیروهای زیستی
- تابش خورشیدی
- اثر ماسنربونگ
- عوامل دیگر

## پهنه‌بندی جانوری
جانوران نیز الگوهای پهنه‌بندی را در هماهنگی با مناطق رویشی که در بالا توضیح داده شد نشان می‌دهند. بی‌مهرگان به وضوح در مناطقی تعریف می‌شوند زیرا آن‌ها معمولاً جابجایی کمتری نسبت به گونه‌های مهره‌دار دارند. جانوران مهره‌دار اغلب در مناطق ارتفاعی با توجه به فصول و در دسترس بودن غذا قرار می‌گیرند. به‌طور معمول، تنوع گونه‌های جانوری و فراوانی به عنوان تابعی از ارتفاع بالای منطقه کوهستانی به دلیل شرایط محیطی سخت‌تر که در ارتفاعات بالاتر تجربه می‌شود، کاهش می‌یابد. مطالعات کمتری پهنه‌بندی جانوران را با ارتفاع بررسی کردند زیرا این همبستگی به دلیل افزایش تحرک گونه‌های جانوری نسبت به مناطق پوشش گیاهی کمتر تعریف شده‌است.